# Aletopelta
Aletopelta là một chi khủng long, được Ford & Kirkland mô tả khoa học năm 2001.